# Politischer Zustand Deutschlands im Anfang des 16. Jahrhunderts
Politischer Zustand Deutschlands im Anfang des 16. Jahrhunderts (it. = Rapporto delle Cose d’Alemagna) ist einer der drei Berichte, die Niccolò Machiavelli nach einer diplomatischen Mission 1508 zu Kaiser Maximilian I. für die Republik Florenz verfasst hat.
Eine überarbeitete Fassung des Berichts publizierte er 1513 unter dem Titel Ritratto delle cose della Magna. Ergänzt werden Machiavellis Darlegungen durch ein Porträt des Kaisers (Über den Kaiser Maximilian, 1509).

## Historischer Hintergrund
Machiavelli reiste im Dezember 1507 im Auftrag der Republik Florenz zur Unterstützung des Florentiner Abgesandten Francesco Vettori an den Hof Kaiser Maximilians I. und hielt sich bis Juni 1508 in Tirol, Innsbruck, Trient und Bozen auf. Grund war die Absicht Maximilians, sich in der Tradition deutscher Kaiser in Italien vom Papst krönen zu lassen. Die Florentiner Delegation sollte sondieren, wieweit die Vorstellungen des Kaisers in Bezug auf eine finanzielle, politische und militärische Unterstützung durch Florenz gingen und in den Verhandlungen die Tributforderungen des Kaisers möglichst drücken.
Am 4. Februar 1508 ließ Maximilian sich im Dom von Trient zum Erwählten Römischen Kaiser ausrufen. In der Folge wurden keine deutschen Kaiser mehr in Rom gekrönt.

## Ausgaben
- Ritratti delle cose della Alamagna; composti per Nicolo Machiavelli. In: Tutte le opere di Nicolo Machiavelli, cittadino et secretario fiorentino, divise in V. parti, et di nuovo con somma accuratezza ristampate. II. parte. s. l. 1550.
- Legazione all’Imperatore. Lettere I e II. In: Opere di Niccolò Machiavelli, cittadino e segretario fiorentino. Vol. VII: Legazioni e commissioni di Niccolò Machiavelli. Tomo II. s. l. 1813.
- Politischer Zustand Deutschlands im Anfang des sechzehnten Jahrhunderts. In: Niccolò Machiavelli: Gesammelte Schriften in fünf Bänden. Unter Zugrundelegung der Übers. von Johann Ziegler und Franz Nicolaus Baur. Hrsg. von Hanns Floerke. Bd. 2: Vom Fürsten. Kleinere Schriften. Müller, München 1925.
- Niccolo Machivellis sämmtliche Werke. Aus dem Italienischen übersetzt von Johann Ziegler. Bd. 6. Sendungen und Gesandtschaften des Niccolo Machiavelli. Karlsruhe 1838.

Gesandtschaft an den Kaiser. S. 121 ff.
- Der Tyrann von Lucca. Müller, München 1925. Darin enthalten:

Bericht über Deutschland. S. 67–83.
Über den Kaiser Maximilian. S. 84–83.
Politischer Zustand Deutschlands. S. 120–129.